# Víz alatt, föld alatt
A Víz alatt, föld alatt a Vízipók-csodapók című rajzfilmsorozat második évadának tizenkettedik epizódja. A forgatókönyvet Kertész György írta. Rendezője Szabó Szabolcs és Haui József. Először 1982 novemberében sugározták a televízióban.

## Cselekmény
A két póknak barlangászáshoz szottyan kedve. A föld alatt, a hangokat követve rábukkannak a Lótücsök zenetermére. Csakhogy ha már ott vannak, zenélniük is kell...

## Alkotók
- Rendezte és tervezte: Szabó Szabolcs, Haui József
- Írta: Kertész György
- Dramaturg: Bálint Ágnes
- Zenéjét szerezte: Pethő Zsolt
- Operatőr: Polyák Sándor
- Segédoperatőr: Pethes Zsolt
- Hangmérnök: Bársony Péter
- Hangasszisztens: Zsebényi Béla
- Effekt: Boros József
- Vágó: Czipauer János
- Háttér: Molnár Péter, Neuberger Gizella
- Rajzolták: Farkas Antal, Katona János, Liliom Károly, Tóth Pál, Váry Ágnes
- Kihúzók és kifestők: Gulyás Kis Ágnes, Varga Béláné
- Színes technika: György Erzsébet
- Gyártásvezető: Vécsy Veronika
- Produkciós vezető: Mikulás Ferenc

Készítette a Magyar Televízió megbízásából a Pannónia Filmstúdió és a Kecskeméti Filmstúdió

## Szereplők
- Vízipók: Pathó István
- Keresztespók: Harkányi Endre
- Lótücsök: Kaló Flórián
- Dongó: Csurka László[1]
- Méhecske: Benkő Márta